# Chroicocephalus brunnicephalus
Il gabbiano testabruna (Chroicocephalus brunnicephalus (Jerdon, 1840)) è un uccello della famiglia dei Laridi diffuso in Asia.

## Distribuzione e habitat
Questo gabbiano vive sulle coste dell'Asia meridionale, dalla Penisola Arabica all'Indonesia, e sulle coste orientali, dalla Malaysia alla Cina; è accidentale nelle Maldive, in Oman, Iran e nell'Indonesia orientale.